# Gravures rupestres du Sud-oranais
Les gravures rupestres du Sud-oranais sont des gravures préhistoriques d'âge néolithique situées au Sud d'Oran (Algérie). Au long de l'Atlas saharien elles se composent d'ouest en est des gravures rupestres de la région de Figuig, de la région d'Ain Sefra, de la région d'El-Bayadh, de la région d'Aflou puis de la région de Tiaret. Des gravures comparables ont été décrites, plus à l'est encore, dans la région de Djelfa au sud d'Alger, et dans le le Constantinois ainsi que plus au sud dans la région de Taghit.
De la frontière marocaine à la région de Djelfa plus d'une centaine de stations a été répertoriée.

## Localisation
De nombreux pitons hérissent la lourde masse de l'Atlas saharien. Les séries gréseuses dégagées et modelées par l'érosion ont éclaté parfois en énormes blocs qui ont basculé lorsque les couches sous-jacentes ont été sapées. Ainsi se sont formés les chaos rocheux sur lesquels se rencontrent souvent les gravures. Les grands rochers isolés, les falaises ou les parois d'abris peu profonds en sont également les lieux privilégiés.
Les gravures du Sud-oranais ne figurent donc pas dans des lieux retirés mais leur ensemble « s'épanouit à découvert », dans les voies de passage naturelles, près de sources ou d'anciens points d'eau.
Leur position souvent assez haute sur les parois des blocs ou sur les falaises rend probable la mise en place et l'utilisation d'échafaudages pour leur réalisation.

## Historique
Moins célèbres que les figurations du Tassili les gravures du Sud-oranais, découvertes en 1847 à Tiout, font cependant l'objet d'études dès 1849. Les travaux les plus importants sont notamment dus à Auguste Pomel (de 1893 à 1898), Stéphane Gsell (de 1901 à 1927), Georges-Barthélemy Médéric Flamand (de 1892 à 1921), Leo Frobenius et Hugo Obermaier (en 1925), l'Abbé Henri Breuil (de 1931 à 1957), Léonce Joleaud (de 1918 à 1938), Raymond Vaufrey (de 1935 à 1955). Des travaux plus récents et complets sont connus notamment ceux de Malika Hachid (nombreux travaux de terrain, inventaires et publications depuis 1979), du Père François Cominardi (1979), de J. Iliou (1980), de Paul Huard et Léone Allard-Huard (1980).
En 1955 et 1964  Henri Lhote effectue des séjours de plusieurs mois dans la région qui lui permettent de compléter les recherches précédentes, d'ajouter des centaines de descriptions nouvelles et de publier en 1970 Les gravures rupestres du Sud-oranais dans la série des « Mémoires du Centre de recherches anthropologiques préhistoriques et ethnographiques » (CRAPE) dirigé à Alger par Mouloud Mammeri (Arts et Métiers graphiques, Paris, 210 pages et reproductions photographiques), une part notable de l'ouvrage se trouvant plus particulièrement consacrée aux gravures de la région d'El-Bayadh. Pour Henri Lhote la région du Sud-oranais constitue l'un des « trois grands centres d'art d'époque bubaline » avec le Tassili (« Oued Djèrat ») et le Fezzan.

## Datation

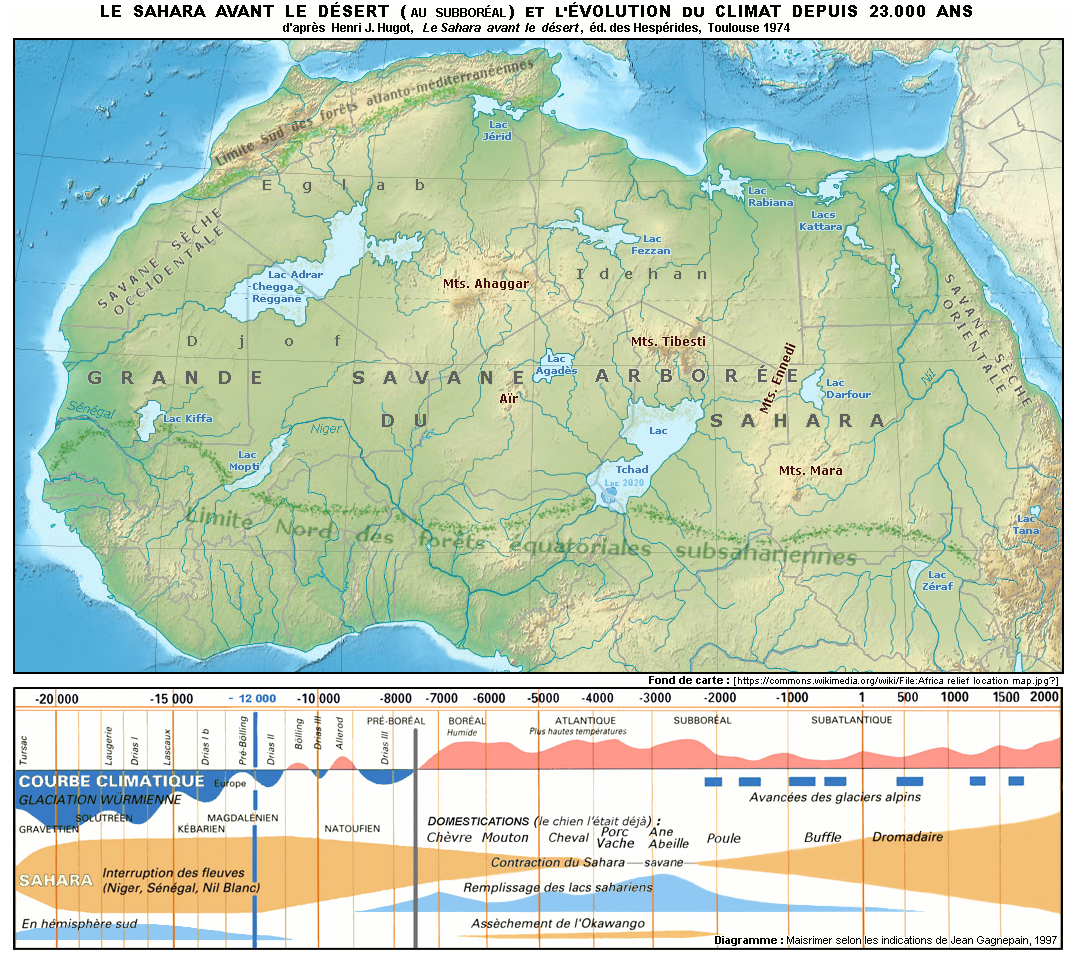
Le Sahara durant sa période humide : la végétation était de type savane arborée et la faune, attestée par les restes fossiles et l'art rupestre, comprenait des autruches, des gazelles, des girafes, des bovins, des rhinocéros, des éléphants, des hippopotames, des crocodiles…

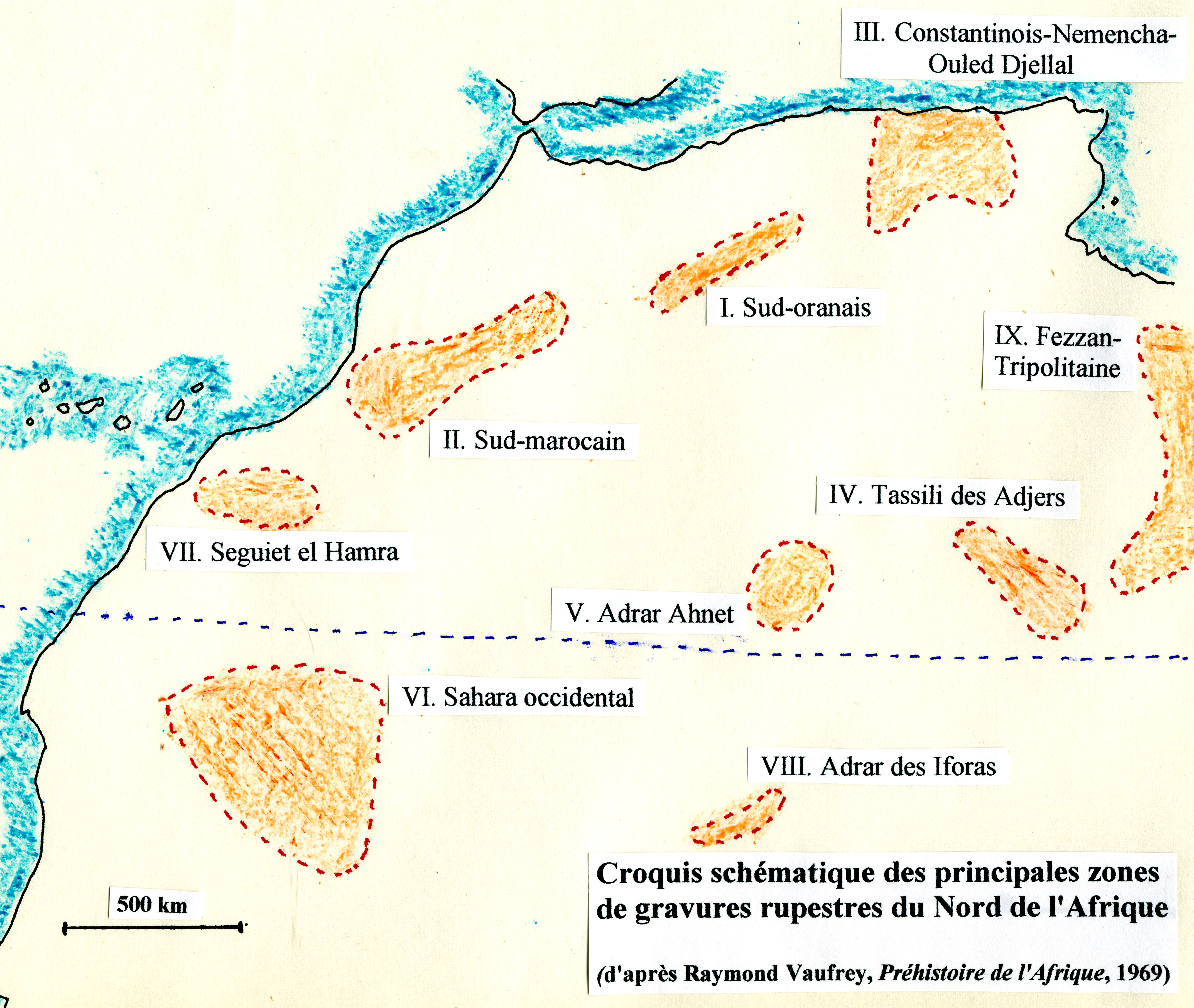
Croquis schématique des principales zones de gravures rupestres du Nord de l'Afrique.

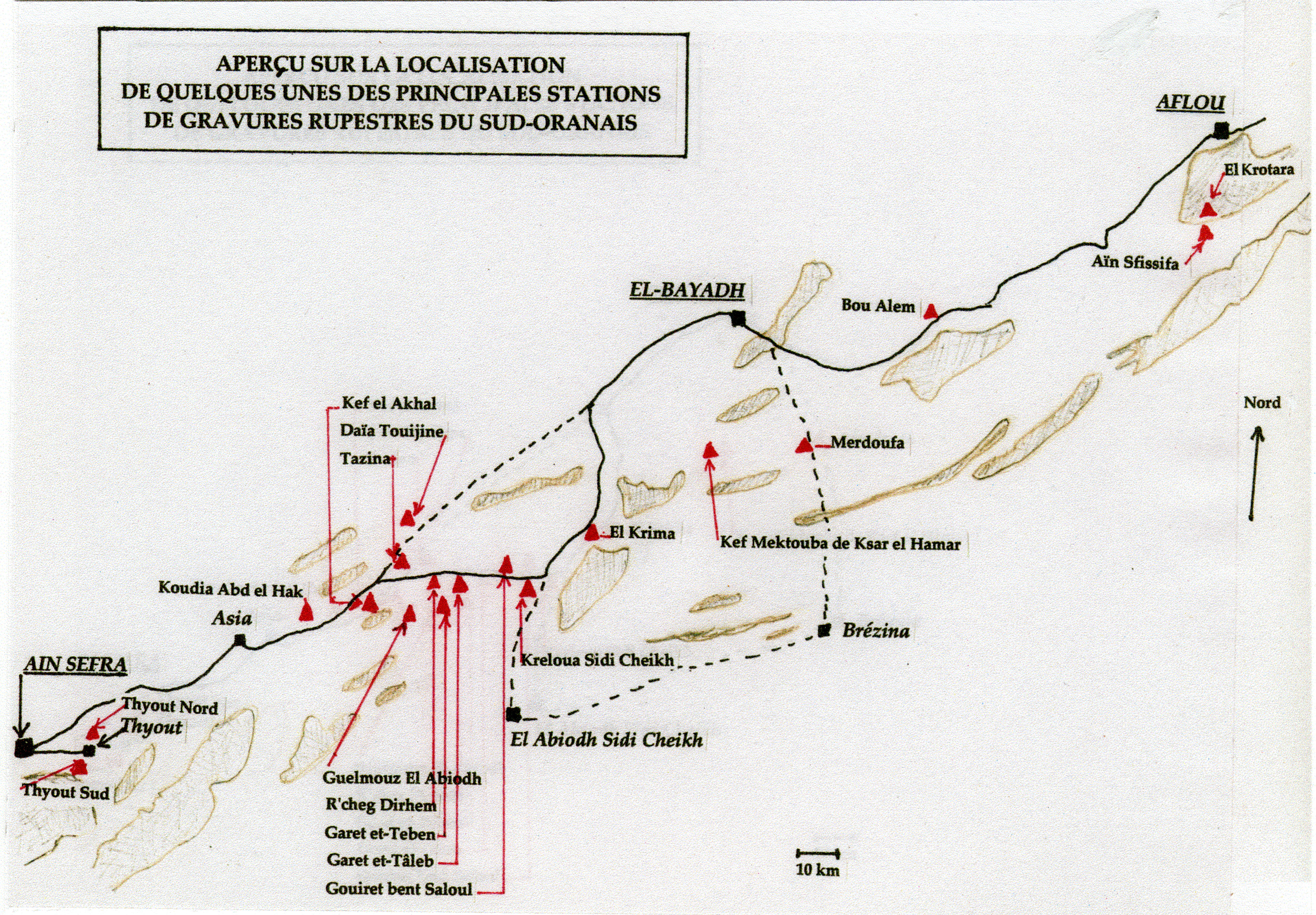
Principaux sites de gravures du Sud-oranais dans la région d'El-Bayadh.

Dans cet ouvrage Lhote rapporte qu'un foyer se trouvant à la « Station du Méandre », près de Brézina, a été daté de 3900 av. J. C., sans que ce chiffre puisse « être rapporté à une catégorie déterminée des gravures qui ornent les parois de la station ». Les plus anciennes de ces gravures, par ailleurs, présentent de nombreuses affinités avec celles du Tassili pour lesquelles il propose le chiffre minimum de vers – 5000. Il y donc a lieu, selon lui, de l'« adopter aussi pour le Sud-oranais jusqu'à meilleure information ».

## Localisations et descriptions
- Gravures rupestres de la région de Figuig
- Gravures rupestres de la région d'Ain Sefra
- Gravures rupestres de la région d'El-Bayadh
- Gravures rupestres de la région d'Aflou
- Gravures rupestres de la région de Tiaret

## Autres ensembles comparables de gravures
- Gravures rupestres de la région de Bou Saâda (Algérie)
- Gravures rupestres de la région de Djelfa (Algérie)
- Gravures rupestres du Constantinois (Algérie)
- gravures rupestres de la région de Taghit (Algérie)
- Gravures rupestres du Tassili (Algérie)
- Peintures rupestres de la Tadrart Rouge (Algérie)
- Gravures rupestres de la vache qui pleure (Algérie)
- Gravures rupestres du Fezzan (Libye)

## Chronologie

### Premières classifications
A. Pomel, s'appuyant sur des identifications d'animaux ultérieurement critiquées, est à l'origine de la position de certains auteurs qui estiment d'abord que les gravures appartiennent à l'époque paléolithique.
Stéphane Gsell, au contraire, juge néolithiques les plus anciennes gravures figurant bubales et éléphants et en détache les images de béliers, selon lui reflet d'un rite antique égyptien, qu'il ramène, ainsi que les figurations de caballins, à la période historique.
La classification proposée par G. B. M. Flamand à partir de l'étude des techniques et des patines distingue un premier groupe de gravures naturalistes (bubales, éléphants, rhinocéros, béliers, ânes, chevaux, antilopes), un deuxième groupe libyco-berbère (gravures de style décadent, petits chevaux, chameaux, caractères alphabétiques) et deux groupes tardifs (inscriptions arabes et graffitis modernes).
Pour H. Obermaier il existe dans les gravures néolithiques deux sous-groupes, le plus ancien de style naturaliste (bubales), le plus récent de style sub-naturaliste (sujets moins élaborés et de petites dimensions). Le culte du bélier à sphéroïde a été selon lui propre aux populations d'Afrique du Nord avant d'être adopté par les Égyptiens.
Henri Breuil distingue quant à lui trois étages. Dans l'étage I, contemporain de la fin du Capsien, il place les grands bubales à cornes annelées, des éléphants et lions de style très achevé ainsi que les grands personnages (Ksar El Amar). L'étage II, qu'il relie au néolithique ancien, réunit le grand bélier de Bou Alem, des bubales, rhinocéros, éléphants et autres animaux de style moins achevé. Le bélier, pour lui, n'est pas encore domestiqué mais seulement apprivoisé et son culte est plutôt l'origine que le reflet de la croyance égyptienne. L'étage III rassemble les figures de style décadent.
R. Vaufrey, étudiant l'outillage de silex recueilli au pied des roches gravées, rapporte les figurations naturalistes au « néolithique de tradition capsienne » dérivant du néolithique d'Égypte et les situe entre 4200 et 2000 av. J.-C. Le bélier, qu'il considère domestiqué, n'est qu'une transposition du culte égyptien d'Ammon et ses représentations ne peuvent être antérieures à 2200 av. J.-C.
Pour Henri Lhote il n'existe cependant aucun argument archéologique qui incline à détacher les béliers, supposés plus tardifs, des grands bubales, éléphants ou rhinocéros. Étant comme eux d'âge néolithique, ils ne peuvent découler du bélier égyptien, mais ne doivent pas pour autant être considérés comme les ancêtres d'un culte dont le bélier d'Ammon constituerait une séquelle tardive.

### Classification d'Henri Lhote
Henri Lhote distingue sept ensembles dans l'art pariétal du Sud oranais.

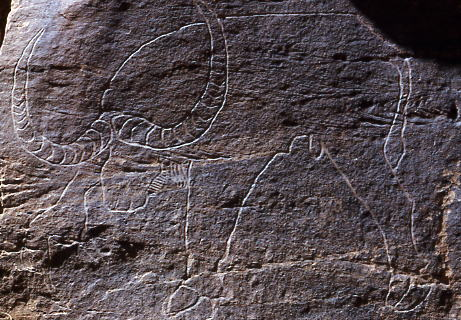
Kef el Akhal, grand bubale de style naturaliste

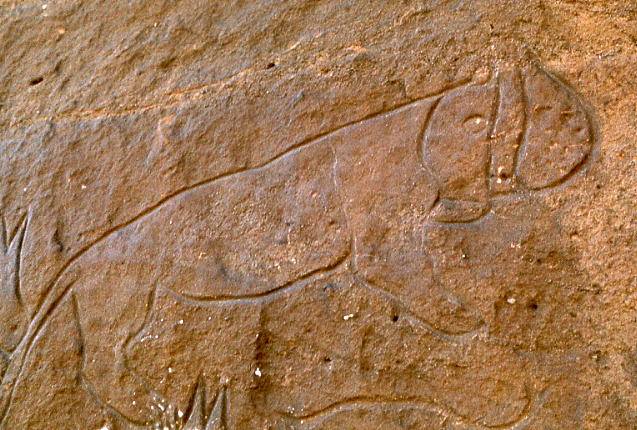
Merdoufa II, félin de style naturaliste (L: 120 cm)

1. Les grandes gravures de style naturaliste monumental ou étage bubalin de grandes dimensions
Aux côtés des grands bubales, éléphants, rhinocéros et béliers, Lhote place de nombreuses autruches et antilopes, des sangliers, des lions et panthères. Les animaux sont représentés en profil absolu.

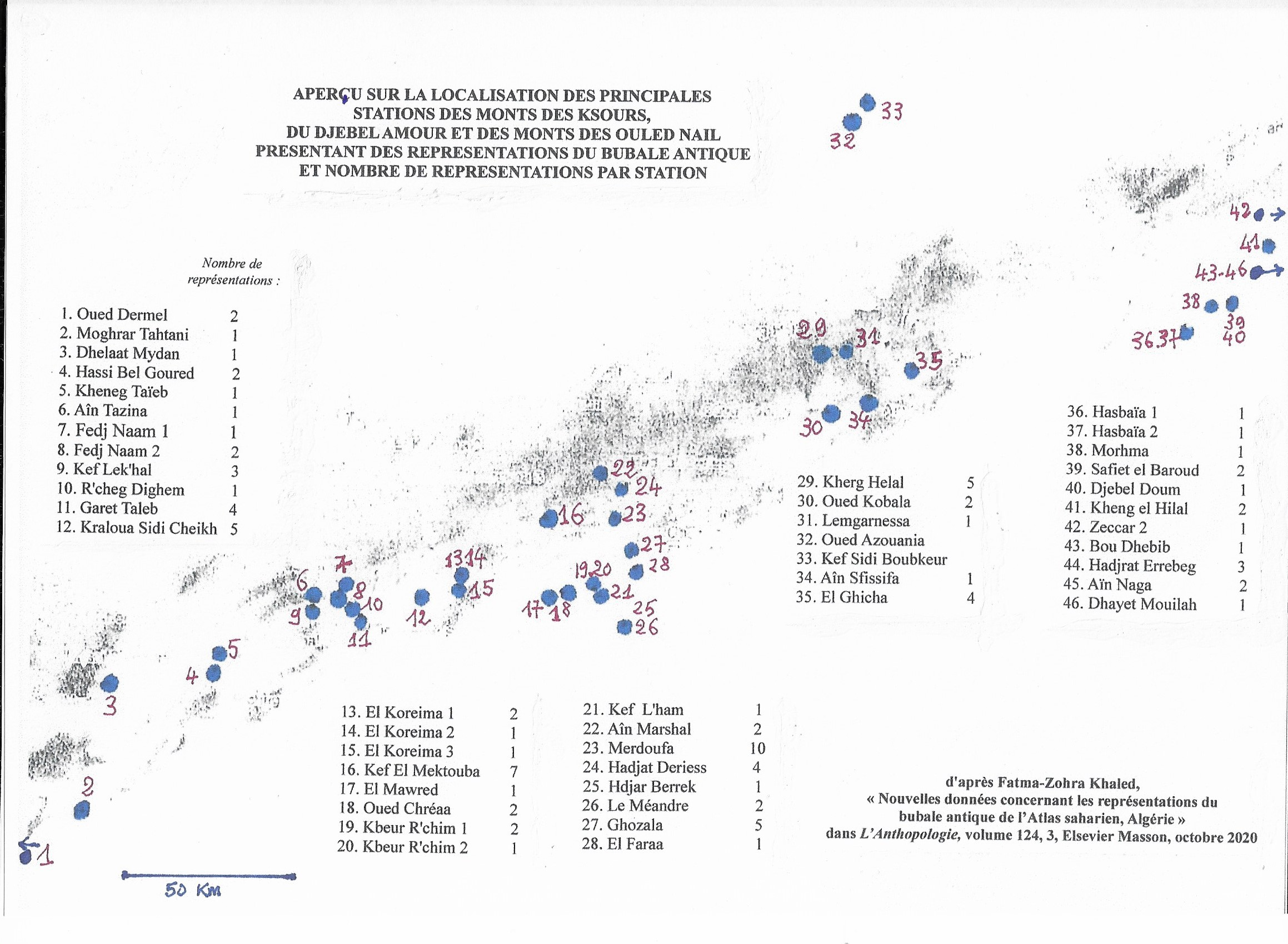
Aperçu sur la localisation des principales stations des Monts des Ksours, du Djebel Amour et des Monts des Ouled Naïl indiquant le nombre de représentations par station

Les bubales (un dixième des gravures du Sud-oranais) sont aussi figurés en profil relatif, trois ou quatre membres étant gravés (la formule dioculaire étant fréquente). Leur corps massif porte, inclinée, la tête basse. Leur cornage cannelé, séparé par un chignon, est presque toujours figuré de face en perspective tordue. La queue, petite, est généralement ramenée sur la fesse. Lhote situe dans cet ensemble les figurations humaines qui les accompagnent (dont les pieds et mains comportent presque toujours six traits). Aucun personnage à tête zoomorphe ne s'y rencontrant, il observe que « l'ensemble bubalin de l'Atlas saharien s'oppose à ceux du Tassili-n-Ajjer et du Fezzan où ces figures sont courantes ». Dans le Constantinois, à l'est, les représentations de bubales sont exceptionnelles et à l'ouest d'Ain-Sefra se raréfient.
Les béliers (Ovis logipes) sont avec les bubales les animaux les plus représentés sur les gravures. Casqués de sphéroïdes, ils portent généralement au cou des colliers. Leurs têtes sont surmontées de casques avec pendants souvent ornés de plumes. Des hommes, souvent aux bras levés (orants) leur sont associés.
Paul Huard et Léone Allard-Huard précisent que « sur les 41 béliers du Sud-Oranais connus en 1970, 10 portent des sphéroïdes, 2 des attributs foliacés, 12 des colliers et 4 ont les cornes relevées en arc de cercle au-dessus de la tête ».
Henri Lhote pense par ailleurs que la domestication du chien était acquise en cette période et que le Sud-oranais en présente les témoignages rupestres les plus anciens. Ce premier étage rassemble également les « animaux mythiques ».
Toutes ces gravures procèdent d'un piquetage de petites cupules plus ou moins jointives puis, le plus souvent, d'un polissage vraisemblablement à l'aide d'un outil de bois avec adjonction de sable mouillé. Certaines gravures présentent un début de polissage de la partie endopérigraphique (tête), d'autres un polissage total.
À la fin de ce premier étage, Henri Lhote suggère dans ses dernières analyses d'individualiser une période naturaliste de moyennes dimensions. Les traits de ces gravures sont polis et leur patine foncée. Le bélier y est plus rare, le bœuf fréquent. Les lions y sont figurés de profil.

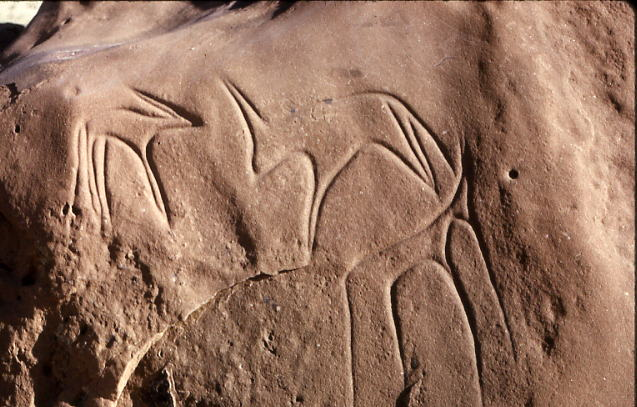
Tazina, antilopes dans le style de l'« École de Tazina » (L: 92 cm), style naturaliste de petites dimensions.

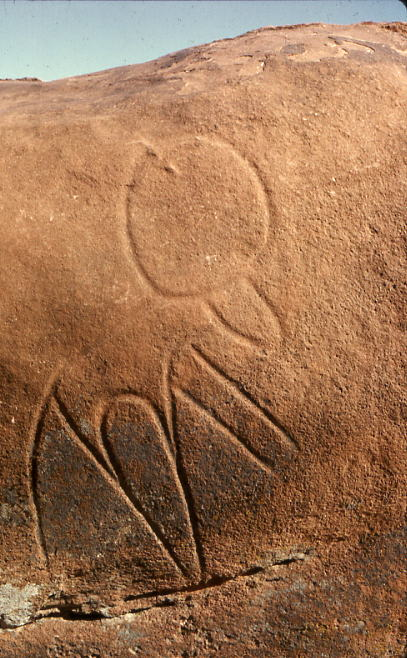
Tazina (L:46 cm)

2. Les petites gravures de style naturaliste ou étage bubalin de petites dimensions
L'étage serait constitué par l'ensemble des gravures de dimensions plus réduites dont le style a été désigné comme « l'école de Tazina », d'après le nom de l'un des sites. Ces figures naturalistes figurent la même faune (bubale, éléphant et rhinocéros) que celle de l'ensemble précédent mais sous des formes très conventionnelles, les pattes et queues des animaux se trouvant très effilées, les lignes des cornes et du museau prolongées de façon « fantastique » (Flamand), l'allongement des corps, des cous et des têtes ayant provoqué des interprétations fautives. Le style n'est cependant pas uniforme et sur certaines parois ces déformations caractéristiques coexistent avec des formes plus réalistes.
Alors que les gravures de l'étage précédent se situent sur de hautes parois, celles du style de Tazina se rencontrent sur de petits rochers ou des affleurements. D'un point de vue technique la finition des gravures est toujours très régulière, le trait poli et profond ne laissant paraître aucune trace d'un piquetage préalable et la patine est semblable à celle de l'étage précédent. Les figurations humaines présentent les mêmes caractères mais les parties terminales des membres, pieds et mains, sont généralement arrondies.

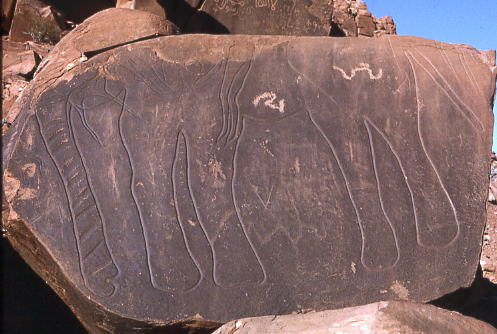
Koudia Abd El Hak, superposition des gravures

D'un point de vue chronologique, une seule station (Koudiat Abd El Hak) manifeste une superposition indiscutable, une petite antilope aux pattes effilées étant surchargée par un grand éléphant, alors qu'une autre semblerait lui être postérieure. Le fait oblige Lhote « à se demander si l'école de petites dimensions est antérieure à celle des grandes gravures ou bien si les deux écoles étaient contemporaines ». Cette dernière hypothèse impliquerait l'existence « de deux groupements humains différents vivant côte à côte ou, au moins, deux écoles artistiques opérant parallèlement ».
Dans son analyse Lhote montre qu'au-delà de la large similitude des faunes représentées et de la présence de l'association « orant-bélier » dans les deux étages, l'association « orant-bubale » n'a pas été signalée dans la seconde, tandis que les antilopes y sont plus nombreuses et les lions plus rares. Il constate que « le style de petites dimensions s'étend vers le Sud marocain jusque dans le Rio de Oro, alors que celui de grandes dimensions est resté confiné dans le secteur sud-oranais, avec quelques migrations vers le nord-est ».
Le point de vue de l'auteur penche donc « dans le sens de l'existence de deux groupes ». Par ailleurs le style des gravures de petites dimensions, par rapport aux formes statiques des figures de grandes dimensions, reflète « plutôt un art ayant déjà atteint des formules conventionnelles », « plus avancé dans l'esprit de la recherche créatrice donc plus évolué », et par là postérieur. Mais dans cette hypothèse on devrait retrouver des vestiges de ce style si particulier dans le groupe plus tardif des gravures décadentes, alors que celles-ci semblent au contraire découler de l'école de grandes dimensions.
Dans ses conclusions l'auteur estime que les gravures de petites dimensions, souvent considérées comme réminiscences décadentes plus tardives, pourraient être aussi anciennes que celles des grands bubales et éléphants. « Quelle que soit la solution qui prévaudra », conclut Lhote, « on doit penser que l'unité de faune constatée dans les deux groupes implique qu'il ne peut y avoir un grand décalage chronologique et que, malgré la variante des styles, on peut se demander s'il ne s'agit pas de deux expressions d'un même art ».

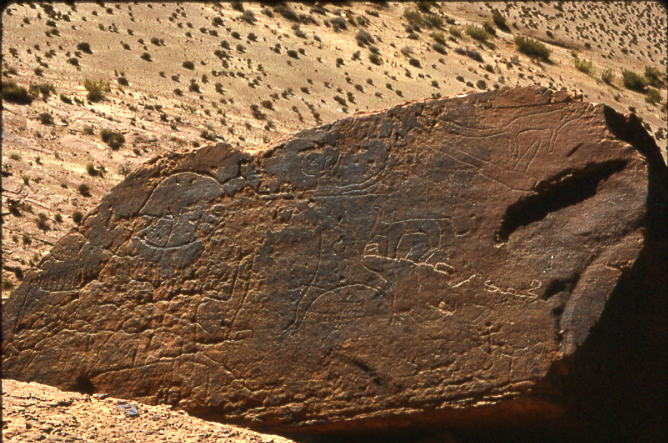
Gouiret bent Saloul, personnage sexué avec hache et bouclier de style sub-naturaliste

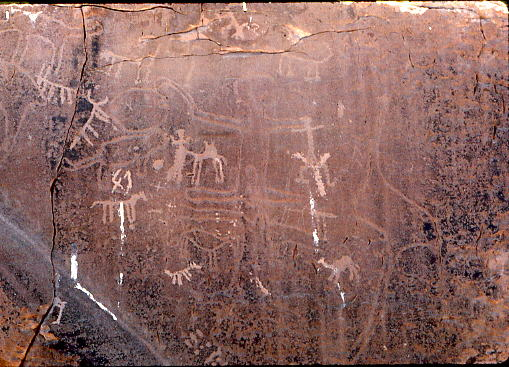
Gouiret bent Saloul, personnage à phallus, lion et autruche

3. Les gravures de style sub-naturaliste ou étage bubalin décadent
Les figures y sont de taille moyenne. Elles se caractérisent par la médiocrité de leur style et de leur technique, réduite à un piquetage assez grossier et un éventuel polissage irrégulier. Leur patine est plus claire que pour les deux étages précédents, observation irrécusable car elles se trouvent souvent sur les mêmes parois. Leurs dimensions sont plus réduites que celles du premier groupe mais plus grandes que celles du deuxième avec lesquelles elles ne présentent rien de commun.
Le thème le plus commun est celui des personnages sexués, en position semi-accroupie, vus de face, souvent en liaison avec de nombreux lions et autruches. La faune, moins variée que dans les deux premiers groupes, rassemble encore les ultimes représentations de bubales dont les cornes ne sont plus jamais annelées, et des figurations d’éléphants, de bœufs et de panthères. L'association homme-bélier disparaît, ce qui semble « marquer une coupure de l'ambiance des précédents étages et indique une évolution dans les croyances religieuses », remplacée par l'association homme-lion, bubales et éléphants ne tenant plus la place qu'ils occupaient.
C'est selon Lhote « la fin, très dégradée, de cette remarquable époque artistique que connut le Sud oranais ».

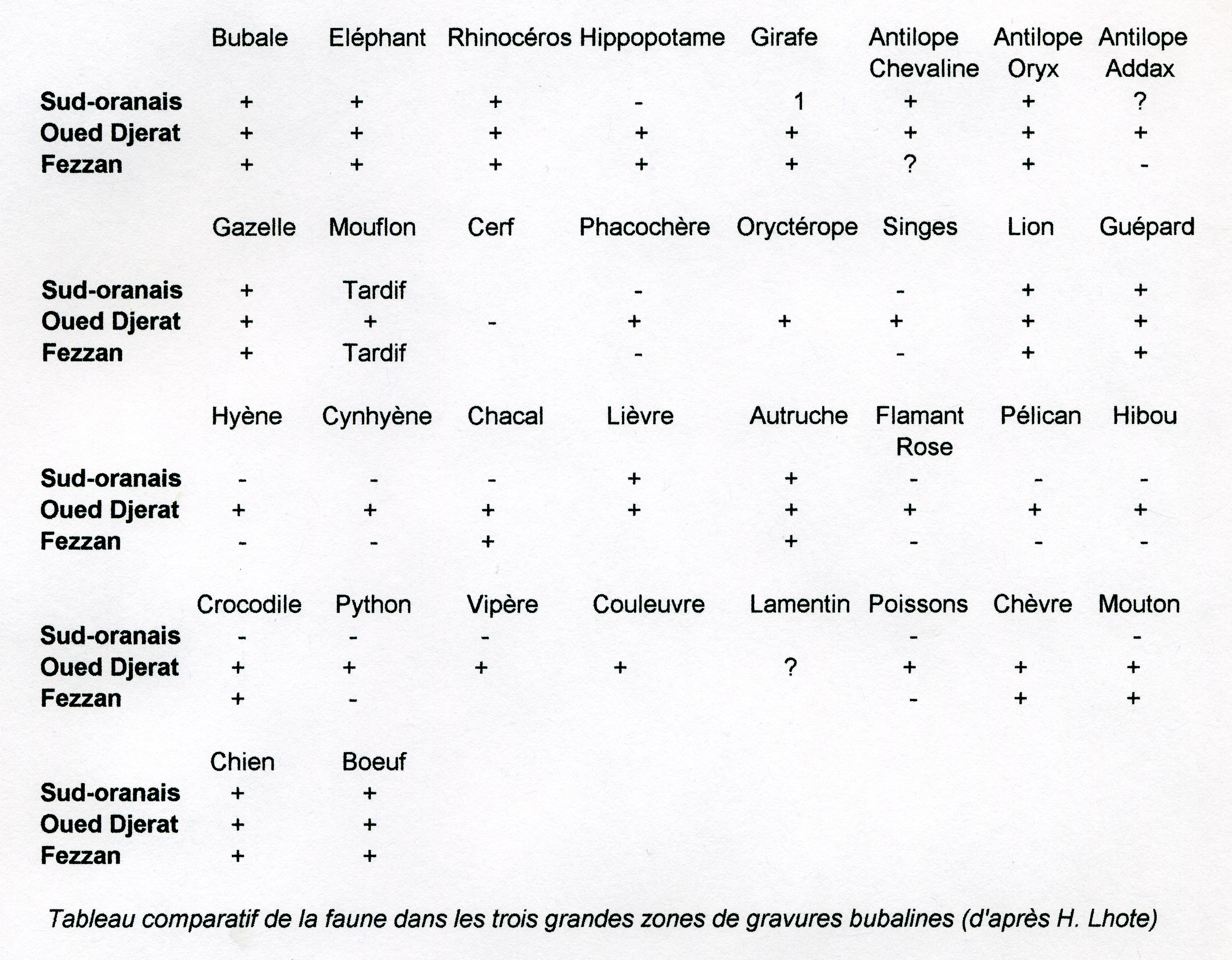

4. Les gravures de style sub-naturaliste des pasteurs ou étage bovidien
Le bœuf domestiqué, à cornes longues ou courtes, portant parfois de petits sphéroïdes, domine cet étage, la faune étant composée en outre d'éléphants, d'antilopes et d'autruches (figurées seules alors qu'elles apparaissent au Sahara en petits troupeaux). Les représentations de bubales, de lions et de rhinocéros disparaissent et les figurations humaines deviennent rares. Ces gravures, peu nombreuses, sont de styles différents, la formule « schématique » et massive, qualifiée de « quadrangulaire » par H. Breuil, devant être la plus ancienne. Les membres peuvent être représentés par de simples traits terminés par des cercles.
Le groupe principal de ces gravures ne se trouvant pas dans le Sud-oranais mais dans la vallée de la Saoura (Sahara), Lhote suppose « une origine différente de celle des groupes précédents », manifestant « des infiltrations secondaires venues du Sud ». Pour l'auteur, « cette civilisation bovidienne est incontestablement issue du milieu saharien, mais elle n'a fait qu'une apparition très superficielle dans le Sud oranais », empruntant les couloirs des monts des Ksour, ayant peut-être « un autre contact direct avec le Sahara dans la zone de Brésina ».
5. Les gravures des chars schématiques.
Faites par piquetage irrégulier plus ou moins jointif, elles doivent occuper une position chronologique comparable à celle des chars du Sahara.
6. les gravures libyco-berbères
Les représentations animales et humaines sommaires, obtenues par percussion directe, côtoient des inscriptions alphabétiques.
7. les gravures modernes arabo-berbères
Des chevaux et des chameaux (considérés comme introduits au IIIe siècle de notre ère) de petite taille s'y trouvent associés à des inscriptions diverses sans patine.

### Complément
Pour F. Cominardi, analysant plus récemment la superposition des gravures de « Koudiat Abd el Hak », il semble acquis qu'à une époque au moins l'étage naturaliste de grandes dimensions et l'étage naturaliste de petites dimensions (le niveau le plus ancien étant constitué de gravures de très petites dimensions, le plus récent d'œuvres de taille légèrement supérieure) aient été contemporains, « le premier n'étant pas éteint lorsque débuta le second ». L'auteur incline, « en raison de l'argument du style schématique plus évolué, à placer l'étage naturaliste de grandes dimensions en premier lieu, et à faire débuter l'étage naturaliste de petites dimensions avant la disparition du précédent ». Selon F. Cominardi, « ce serait pendant le laps de temps où ils ont coexisté, que furent réalisées les gravures du panneau de Koudiat. Ces deux mondes artistiques si différenciés étaient-ils véhiculés par des peuplades différentes ? C'est possible. Cela expliquerait qu'ils cohabitent rarement sur les mêmes rochers, et que l'école de Tazina soit géographiquement si individualisée ». « Si l'étage naturaliste de petites dimensions est, par rapport à l'étage le plus ancien, sinon contemporain, du moins à peine décalé dans le temps, on peut, provisoirement », ajoute l'auteur, « le placer entre le VIè et le IVè millénaire ».

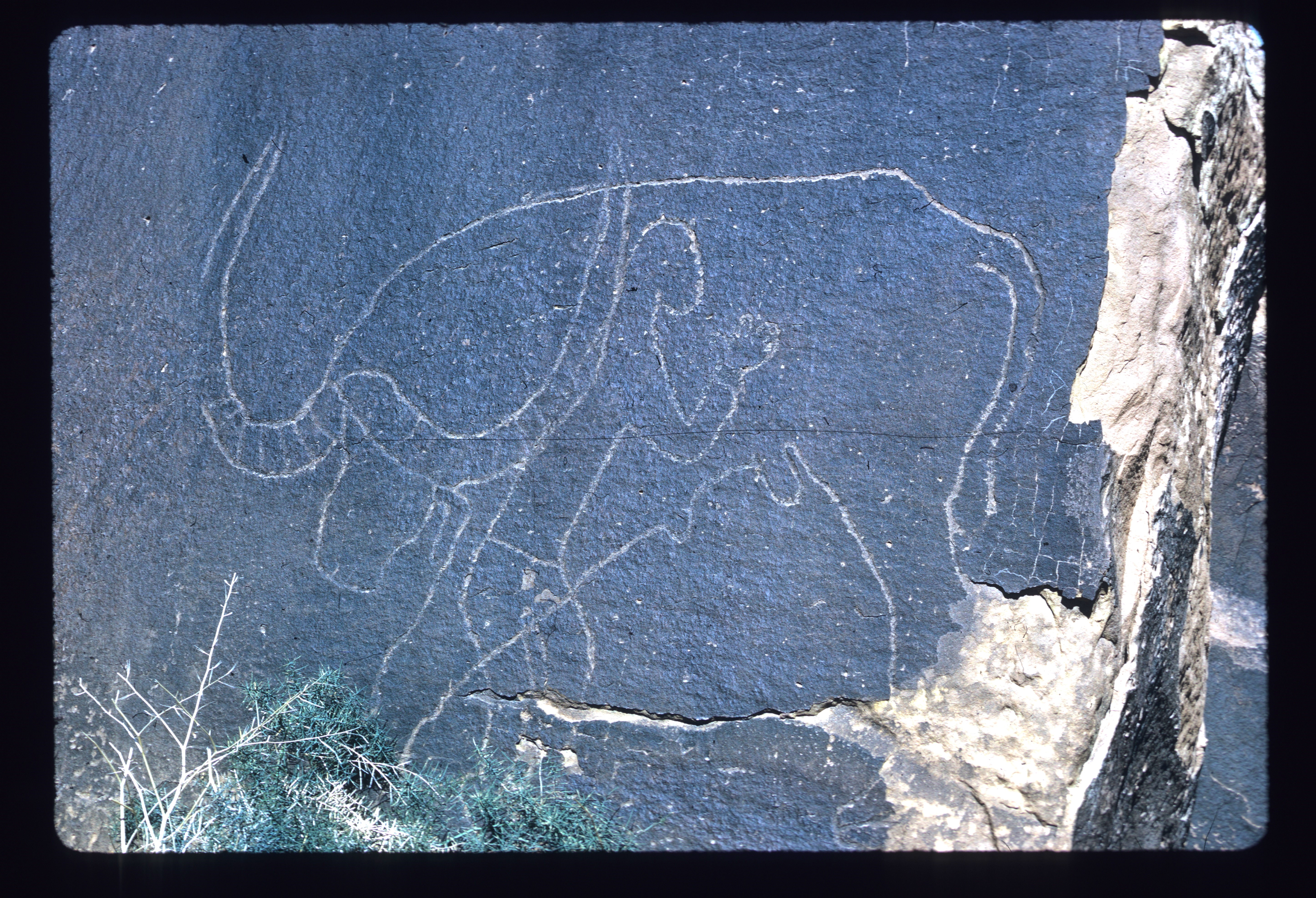
R'cheg Dirhem, bubale et personnage (L: 180 cm)

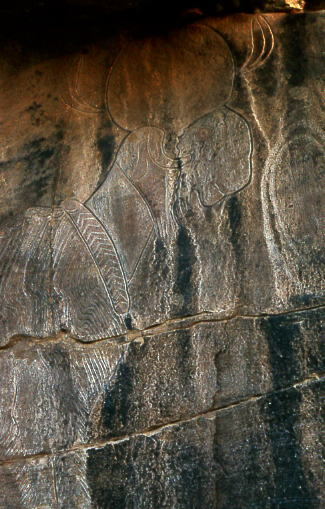
Bou Alem, le bélier le plus grand

## Interprétation
Henri Lhote recense dans les gravures du Sud-oranais 41 figurations de béliers (Ovis longipes) ou d'ovins assimilés, ce qui est peu comparativement à l'ensemble des représentations, « d'autant plus que ce chiffre comprend les figures de petites dimensions et celles, incertaines, de l'école décadente ». Leurs attributs symboliques (sphéroïdes, coiffes, colliers) demeurant très variables, contrairement à ceux du Bélier égyptien d'Ammon, pourvu d'emblée des symboles qu'il gardera toujours, on peut avancer, selon l'auteur, qu'ils « n'avaient pas encore été fixés d'une façon définitive et que nous nous trouvons alors en face d'un culte qui en était à ses débuts ». La différence « démontre, s'il en était encore besoin, que les Sud-oraniens n'avaient pas emprunté le culte à l'Égypte », comme l'avaient pensé R. Vaufrey, St. Gsell ou H. Obermaier.
Dans 13 cas les béliers gravés sont associés à des personnages. Analysant leurs relations possibles, la conclusion de l'auteur est « que le Bélier a joué un rôle religieux de premier plan dans le Sud-oranais, que son association avec l'homme, soit qu'il ait été en position d'orant, soit armé d'une hache, démontre qu'il eut certainement le caractère d'une divinité que l'on implorait et que l'on pouvait, le cas échéant, immoler ». Ce rôle, ajoute-t-il, « est bien attesté dans les deux étages bubalins de grandes et de petites dimensions, mais disparaît dans l'étage de style décadent ou n'y subsiste qu'à l'état de vestige ».
Les représentations de bubales (Bubalus antiquus), plus nombreuses (73 pour la région) et dans 13 cas liées à la présence d'un personnage, manifestent malgré l'absence de sphéroïde, « qu'il a pu être l'objet de rites le rattachant à l'homme », qu'il « a tenu une place éminente dans les croyances des populations anciennes du Sud-oranais ». Quant au Lion, représenté la tête de face dans l'étage bubalin ancien (« style de Djattou ») où il n'est qu'une seule fois associé à l'homme, de profil dans le groupe décadent où les associations sont au contraire fréquentes, il semble avoir remplacé béliers et bubales. On doit pouvoir, selon Lhote, « interpréter ce phénomène comme une modification radicale dans le comportement des populations sud-oraniennes, une véritable mutation, à moins qu'il ne corresponde à l'arrivée de groupements humains nouveaux ».
Pour Henri Lhote, « les gravures du Sud-oranais sont certainement parmi les plus anciennes manifestations artistiques et cultuelles de l'Afrique que nous connaissions et les croyances dont elles étaient le reflet ont peut-être contribué à influencer les populations plus tardives de la vallée du Nil et de l'Afrique noire où l'animisme devait prendre un si grand développement ».

### Les auteurs des gravures du Sud-oranais
Les conjectures sur les auteurs de ces gravures ont été nombreuses. On les a supposés, rapporte Lhote, appartenir à des populations noires ancêtres des Mandingues et des Haoussas. Ont été également évoqués les Touaregs, les Égyptiens, les ancêtres des Berbères. Ils ont encore été considérés comme des Cro-Magnons, des pasteurs et des agriculteurs d'origine asiatique, des Harratines, des Proto-Libyens, des Bushmen. En l'absence de découvertes dans la région de vestiges humains néolithiques et compte tenu de l'ambiguïté des figurations, « il faut se garder de toute identification absolue » ou « option définitive ».

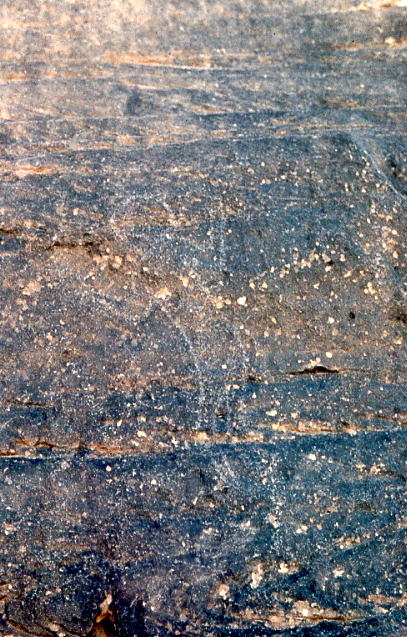
Kef el Akhal, figuration humaine
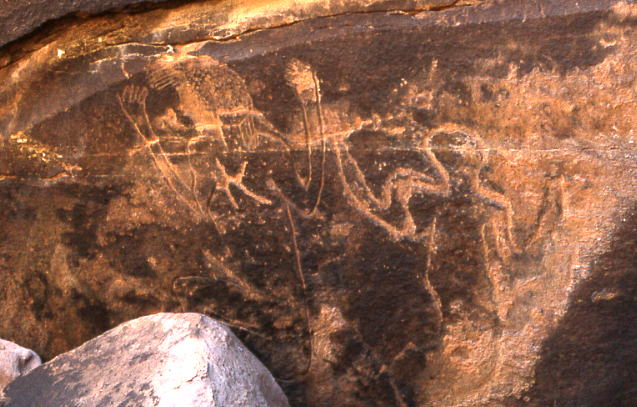
R'cheg Dirhem, deux personnages (L:113 cm)
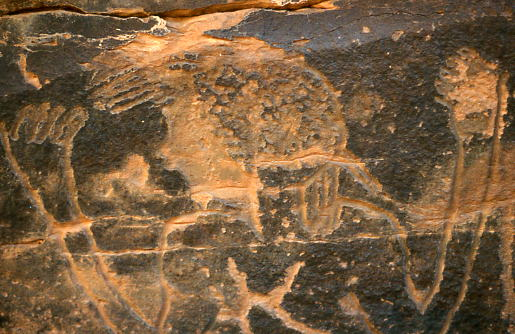
R'cheg Dirhem (détail)
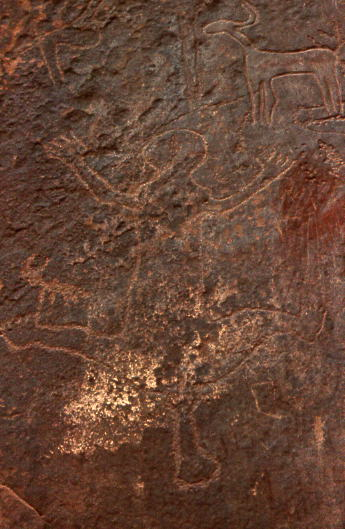
Guelmouz el Abiodh, orant à phallus (L:50 cm)
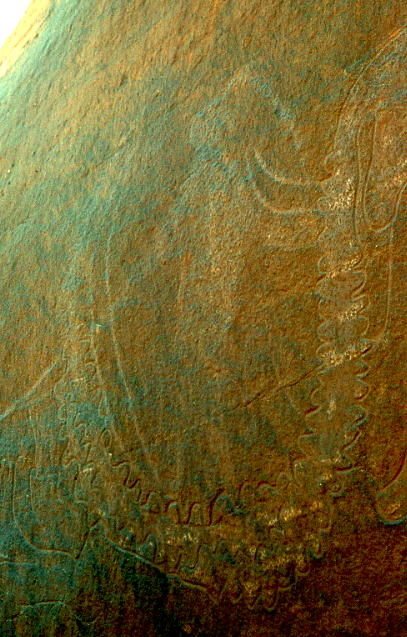
Garet et-Tâleb, l'archer
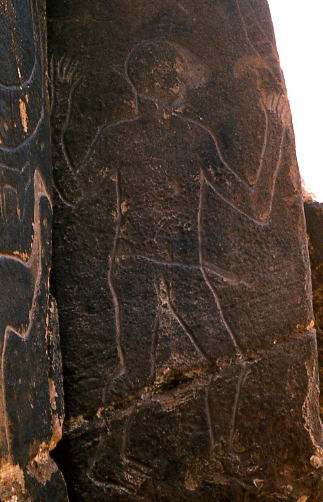
Kef Mektouba de Ksar el Hamar
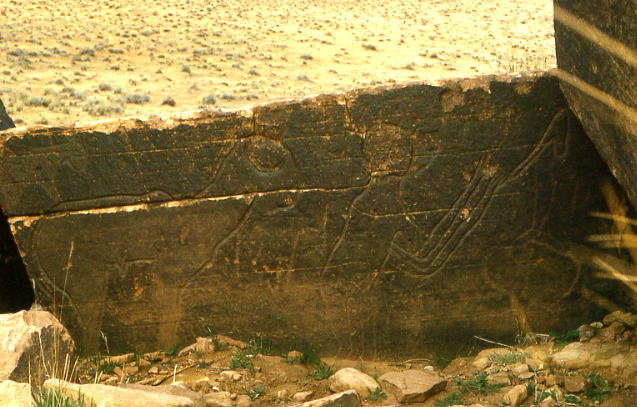
Kef Mektouba de Ksar el Hamar, homme et bélier
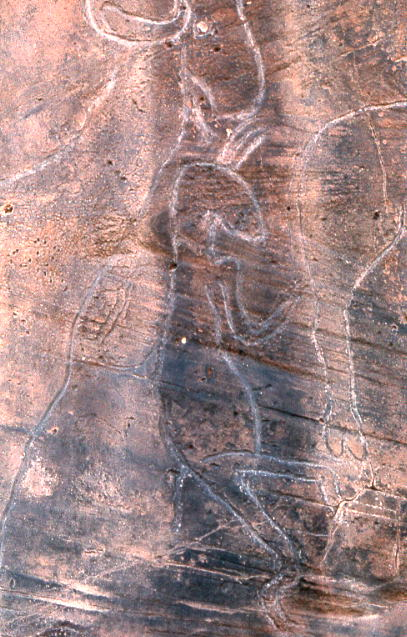
Kreloua Sidi Cheikh, petit personnage (détail)
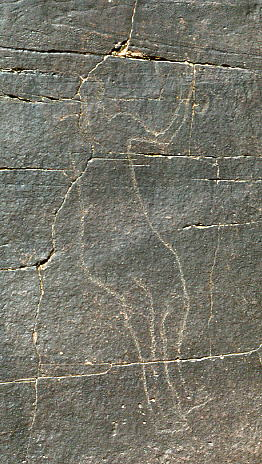
Kreloua Sidi Cheikh, figuration humaine (H: 136 cm)
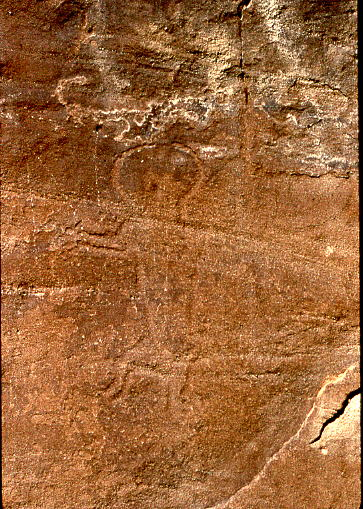
Merdoufa, figuration humaine à phallus (H: 40 cm)
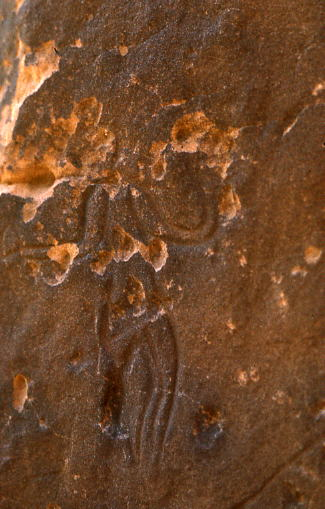
Merdoufa (H: 20 cm)
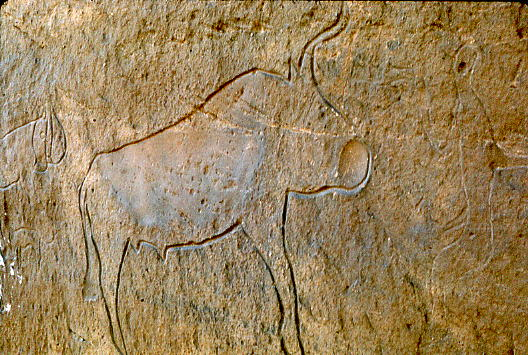
Merdoufa, bovidé (L: 104 cm) et figuration humaine (H: 60 cm)
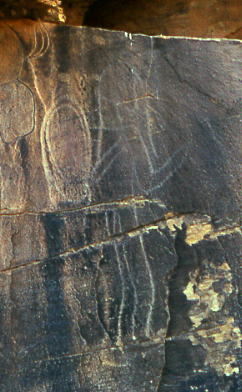
Bou Alem, figuration humaine (détail)
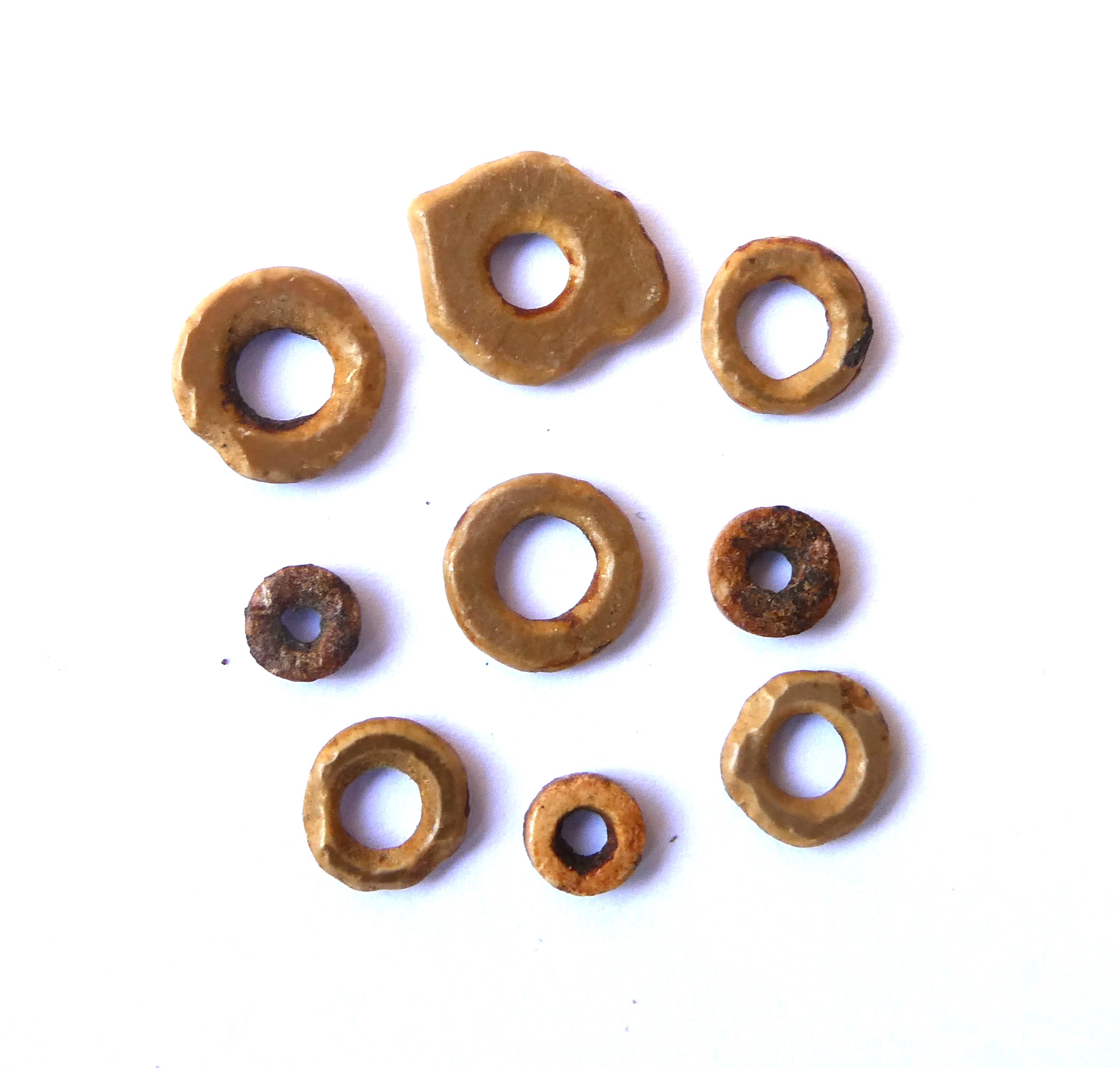
Chebka Dirhem, perles en coquille d'autruche